# Alexandre Louis de Fontbonne
Alexandre Louis de Fontbonne né le 13 juin 1750 à Étoile-sur-Rhône dans la Drôme et mort le 9 avril 1796 dans le massif de l'Esterel, est un général de division de la Révolution française.

## Famille
Alexandre-Louis de Fontbonne naît à Étoile-sur-Rhône le 13 juin 1750. Le 13 mai 1783, tenant garnison au Cap-Haïtien, il épouse Bonne-Marie-Anne de Bonnefons, fille de Guillaume et d'Anne Pinaudier. 

## Carrière
Le 26 juin 1769, le roi lui donne la charge de sous-lieutenant en la compagnie de Cabrières dans le régiment d'infanterie d'Auvergne, vacante par l'abandonnement du chevalier de Frolich, et le 16 juillet 1775, celle de lieutenant au même régiment, dans la compagnie de Barjac, en remplacement de Saint-Florent, promu capitaine-commandant. C'est cette même année qu'il s'embarque pour les Indes occidentales, où il fait avec sa compagnie, neuf campagnes consécutives de 1775 à 1783. Lieutenant en deuxième dans le régiment d'Auvergne, devenu Gâtinais en 1776. Premier-lieutenant le 15 avril 1778. Capitaine en deuxième le 8 janvier 1780. Il est grièvement blessé à la tête par un éclat de bombe au siège de Yorktown en Virginie, dans la nuit du 12 octobre 1781, et sa vue en est pour toujours affaiblie. 
Le 22 décembre 1786, Fontbonne est promu capitaine-commandant dans le régiment de Gâtinais, devenu Royal-Auvergne. Chevalier de Saint-Louis le 29 juin 1788, lieutenant-colonel du 18e régiment d'infanterie le 28 avril 1792, colonel le 12 septembre 1792, il est au camp de Bruxelles en novembre de la même année, et sait dans ces temps troublés, admirablement maintenir l'ordre et la discipline dans son régiment. Sa conduite à la bataille de Jemmapes, où il commande le centre, le fait nommer général de brigade employé à l'armée des Ardennes le 8 mars 1793.

## Suspension
Il est suspendu de ses fonctions en juillet 1793, par le ministre de la Guerre Jean-Baptiste Bouchotte, comme ci-devant noble. Il n'est plus aux armées, mais a encore, selon sa propre expression : « le bonheur de se rendre utile à la patrie ». Ancien député aux assemblées de Romans et de Vizille, membre fondateur de la Société populaire, il est chargé, après la Terreur, de réorganiser la municipalité d'Étoile.

## Réintégration
Sa suspension est levée le 15 décembre 1794. Le 14 messidor an III, il est nommé général de division à dater du 25 prairial (13 juin 1795), et employé à l'armée des Alpes et d'Italie. Employé comme inspecteur au corps d'armée d'Italie le 12 août 1795, il est autorisé à prendre sa retraite le 23 février 1796. Il cesse ses fonctions le 25 mars 1796 et meurt assassiné dans la forêt de Lestrelle (sans doute le massif de l'Esterel) le 9 avril 1796.